# Sender Lübeck-Wallanlagen
Der Sender Lübeck-Wallanlagen ist eine Sendeeinrichtung des Norddeutschen Rundfunks in Lübeck. Er verwendet als Antennenturm einen freistehenden 67 Meter hohen Stahlfachwerkturm.

## Frequenzen und Programme

### Analoger Hörfunk (UKW)
Beim Antennendiagramm sind im Falle gerichteter Strahlung die Hauptstrahlrichtungen in Grad angegeben. In UKW werden folgende Programme ausgestrahlt:
| Frequenz (MHz) | Programm   | RDS PS             | RDS PI                | Regionalisierung   | ERP (kW) | Antennendiagramm rund (ND)/gerichtet (D) | Polarisation horizontal (H)/vertikal (V) |
| -------------- | ---------- | ------------------ | --------------------- | ------------------ | -------- | ---------------------------------------- | ---------------------------------------- |
| 93,1           | NDR 1      | NDR_1_HL, NDR_1_SH | D7E1 (regional), D3E1 | Lübeck             | 0,5      | ND                                       | H                                        |
| 90,7           | NDR 2      | NDR_2_SH, _NDR_2__ | DE82 (regional), D382 | Schleswig-Holstein | 0,5      | ND                                       | H                                        |
| 94,0           | N-JOY      | _N-JOY__ VOM_NDR_  | D385                  | –                  | 0,5      | ND                                       | H                                        |
| 88,0           | NDR Kultur | NDR_Kult           | D383                  | –                  | 0,5      | ND                                       | H                                        |
| 95,9           | NDR Info   | NDR_Info           | D384                  | –                  | 0,1      | ND                                       | H                                        |

### Analoges Fernsehen (PAL)
Die Abstrahlung der analogen Fernsehsender wurde mit der Einführung von DVB-T eingestellt. Digitales Fernsehen wird vom Standort Lübeck-Stockelsdorf ausgestrahlt.
| Kanal | Frequenz (MHz) | Programm        | ERP (kW) | Sendediagramm rund (ND)/ gerichtet (D) | Polarisation horizontal (H)/ vertikal (V) |
| ----- | -------------- | --------------- | -------- | -------------------------------------- | ----------------------------------------- |
| 7     | 189,25         | Das Erste (NDR) | 0,4      | ND                                     | V                                         |

## Mobilfunk
Auf dem Sendeturm sind zusätzlich auf 24,7 m und 28 m Höhe noch Sendeanlagen für den Mobilfunk (Handynetz) montiert.